# Список аэропортов Греции
В данном списке аэропортов в Греции перечислены все аэропорты, расположенные на территории Греции. Список составлен согласно данным Греческого управления гражданской авиации, которое ведет управление практически над всеми действующими аэропортами страны.
Аэропорты отсортированы в алфавитном порядке по названию населённого пункта, который обслуживает аэропорт, а также региону, где он расположен, и идентификационным кодам аэропортов ИАТА и ИКАО.
Греческое управление гражданской авиации делит все аэропорты страны на три группы: международные, национальные и муниципальные. 
Практически все аэропорты в этих группах, за исключением афинского аэропорта «Элефтериос Венизелос», находятся в полном владении государства в лице Греческого управления гражданской авиации. Однако в 2014 году Греция в рамках программы приватизации передала 14 аэропортов немецкому холдингу Fraport AG. Сделка должна быть завершена в 2015 году.
Военные же аэропорты (авиабазы) находятся в ведении Военно-воздушных сил Греции.

## Список аэропортов

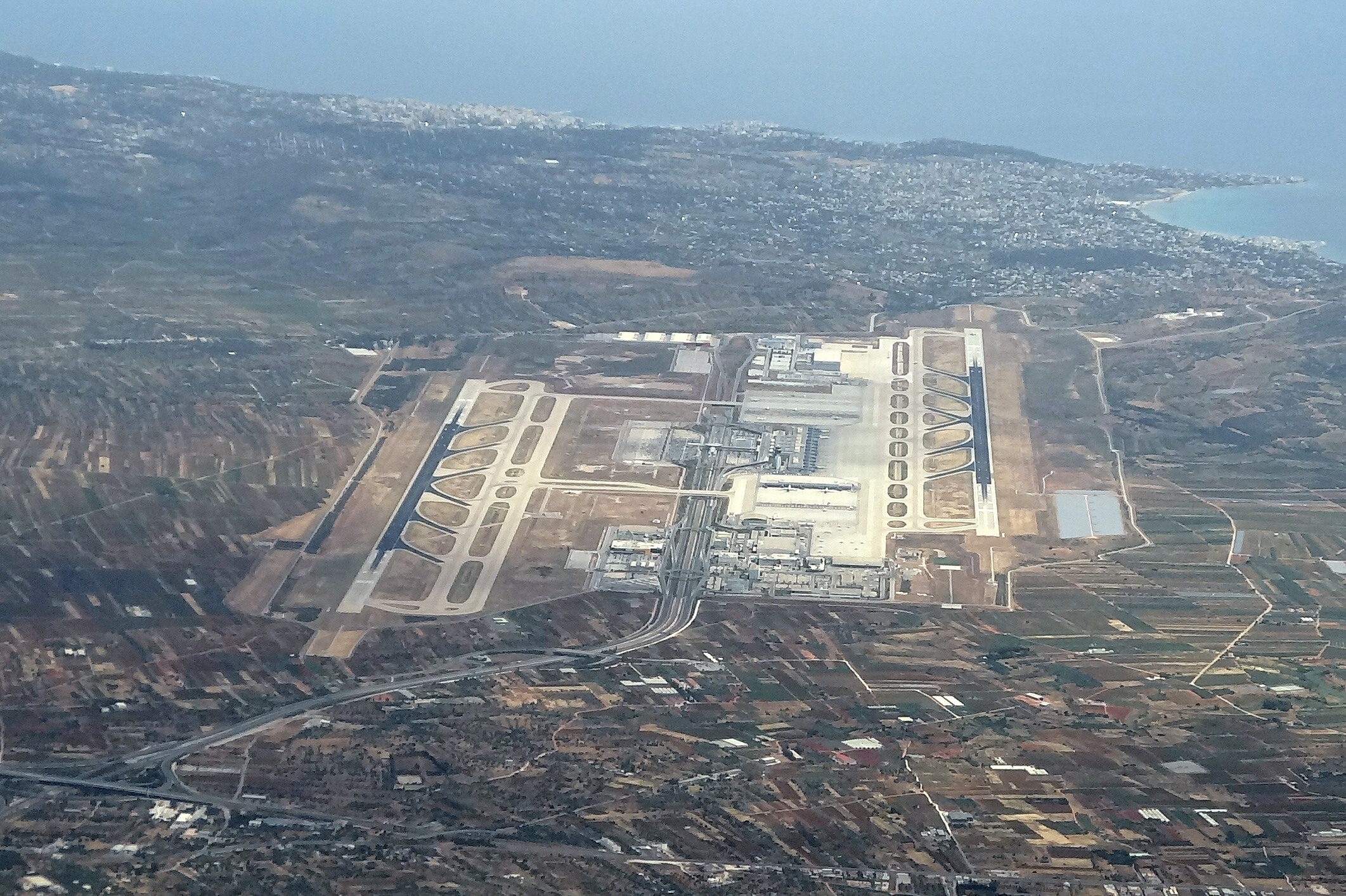
Афинский аэропорт «Элефтериос Венизелос»

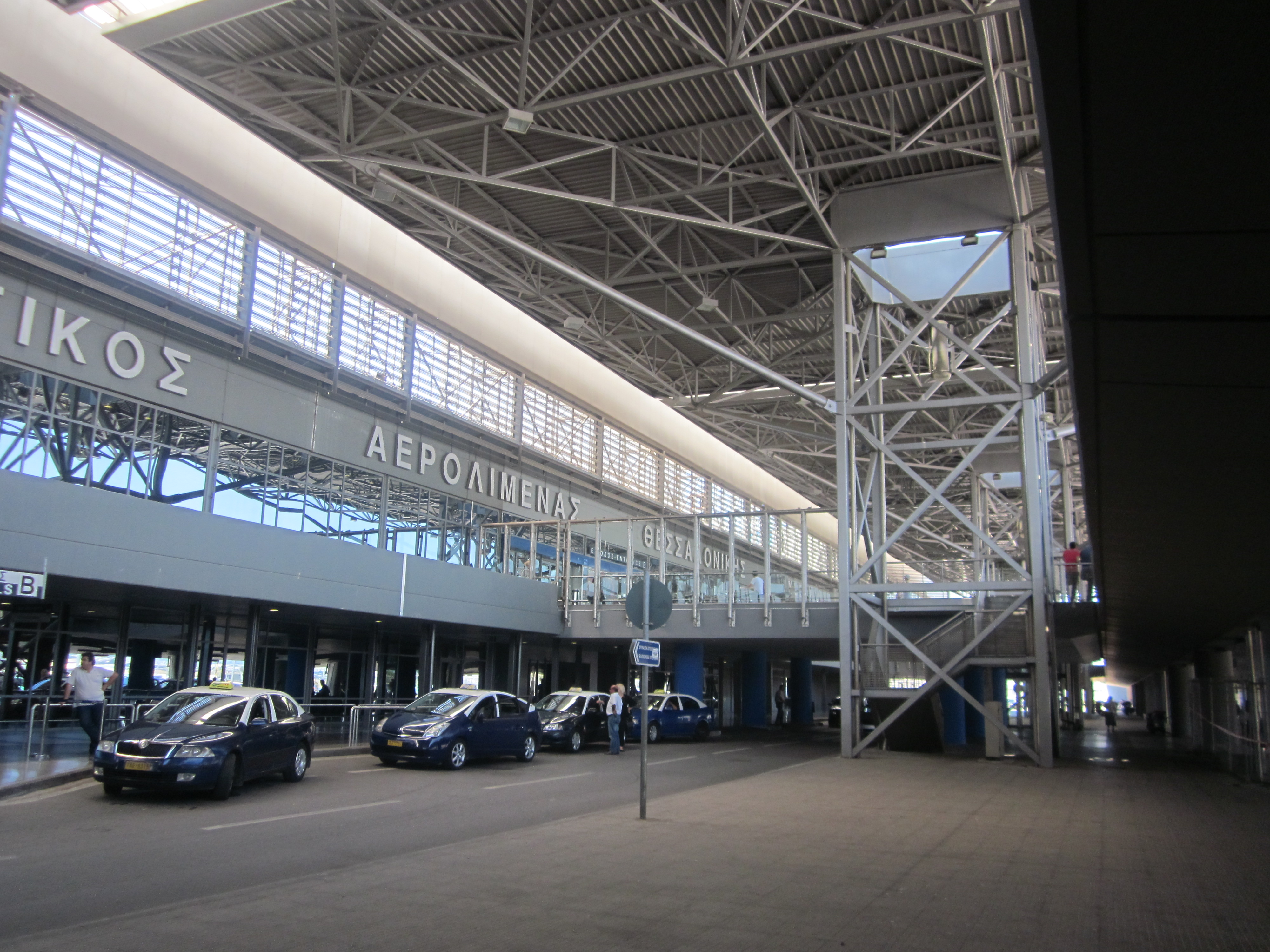
Аэропорт Салоники «Македония»

| Город / Расположение                         | Регион                       | ICAO                    | IATA                    | Название аэропорта                                    |                         |
| Международные аэропорты                      | Международные аэропорты      | Международные аэропорты | Международные аэропорты | Международные аэропорты                               | Международные аэропорты |
| -------------------------------------------- | ---------------------------- | ----------------------- | ----------------------- | ----------------------------------------------------- | ----------------------- |
| Александруполис                              | Восточная Македония и Фракия | LGAL                    | AXD                     | Аэропорт Александруполис «Демокритос»                 |                         |
| Афины                                        | Аттика                       | LGAV                    | ATH                     | Аэропорт Афины «Элефтериос Венизелос»                 |                         |
| Закинф                                       | Ионические острова           | LGZA                    | ZTH                     | Аэропорт Закинф «Дионисиос Соломос»                   |                         |
| Ираклион                                     | Крит                         | LGIR                    | HER                     | Аэропорт Ираклион «Никос Казандзакис»                 |                         |
| Каламата                                     | Пелопоннес                   | LGKL                    | KLX                     | Аэропорт Каламата «Капитан Василис Константакопулос»  |                         |
| Кавала                                       | Восточная Македония и Фракия | LGKV                    | KVA                     | Аэропорт Кавала «Мегас Александрос»                   |                         |
| Керкира (Корфу)                              | Ионические острова           | LGKR                    | CFU                     | Аэропорт Керкира «Иоаннис Каподистрия»                |                         |
| Кефалиния                                    | Ионические острова           | LGKF                    | EFL                     | Аэропорт Кефалиния                                    |                         |
| Кос                                          | Южные Эгейские острова       | LGKO                    | KGS                     | Аэропорт Кос «Ипократис»                              |                         |
| Лемнос                                       | Северные Эгейские острова    | LGLM                    | LXS                     | Аэропорт Лемнос «Ифестос»                             |                         |
| Митилини                                     | Северные Эгейские острова    | LGMT                    | MJT                     | Аэропорт Митилини «Одиссеас Элитис»                   |                         |
| Родос                                        | Южные Эгейские острова       | LGRP                    | RHO                     | Аэропорт Родос «Диагорас»                             |                         |
| Салоники                                     | Центральная Македония        | LGTS                    | SKG                     | Аэропорт Салоники «Македония»                         |                         |
| Самос                                        | Северные Эгейские острова    | LGSM                    | SMI                     | Аэропорт Самос «Аристарх Самосский»                   |                         |
| Ханья                                        | Крит                         | LGSA                    | CHQ                     | Аэропорт Ханья «Иоаннис Даскалояннис»                 |                         |
| Национальные аэропорты (региональные)        |                              |                         |                         |                                                       |                         |
| Астипалея                                    | Южные Эгейские острова       | LGPL                    | JTY                     | Аэропорт Астипалея                                    |                         |
| Волос / Неа-Анхиалос                         | Фессалия                     | LGBL                    | VOL                     | Аэропорт Неа-Анхиалос                                 |                         |
| Икария                                       | Северные Эгейские острова    | LGIK                    | JIK                     | Аэропорт Икария «Икарос»                              |                         |
| Калимнос                                     | Южные Эгейские острова       | LGKY                    | JKL                     | Аэропорт Калимнос                                     |                         |
| Карпатос                                     | Южные Эгейские острова       | LGKP                    | AOK                     | Аэропорт Карпатос                                     |                         |
| Кастория                                     | Западная Македония           | LGKA                    | KSO                     | Аэропорт Кастория «Аристотелис»                       |                         |
| Китира                                       | Аттика                       | LGKC                    | KIT                     | Аэропорт Китира «Александрос Аристотелис Онассис»     |                         |
| Козани                                       | Западная Македония           | LGKZ                    | KZI                     | Аэропорт Козани «Филиппос»                            |                         |
| Миконос                                      | Южные Эгейские острова       | LGMK                    | JMK                     | Аэропорт Миконос                                      |                         |
| Милос                                        | Южные Эгейские острова       | LGML                    | MLO                     | Аэропорт Милос                                        |                         |
| Наксос                                       | Южные Эгейские острова       | LGNX                    | JNX                     | Аэропорт Наксос                                       |                         |
| Парос                                        | Южные Эгейские острова       | LGPA                    | PAS                     | Аэропорт Парос                                        |                         |
| Патры / Араксос                              | Западная Греция              | LGRX                    | GPA                     | Аэропорт Араксос                                      |                         |
| Превеза                                      | Эпир                         | LGPZ                    | PVK                     | Аэропорт Актион                                       |                         |
| Санторини                                    | Южные Эгейские острова       | LGSR                    | JTR                     | Аэропорт Санторини                                    |                         |
| Скиатос                                      | Фессалия                     | LGSK                    | JSI                     | Аэропорт Скиатос «Александрос Пападиамандис»          |                         |
| Сирос                                        | Южные Эгейские острова       | LGSO                    | JSY                     | Аэропорт Сирос «Деметриус Викелас»                    |                         |
| Скирос                                       | Центральная Греция           | LGSY                    | SKU                     | Аэропорт Скирос                                       |                         |
| Хиос                                         | Северные Эгейские острова    | LGHI                    | JKH                     | Аэропорт Хиос «Омирос»                                |                         |
| Янина                                        | Эпир                         | LGIO                    | IOA                     | Аэропорт Янина «Царь Пиррос»                          |                         |
| Муниципальные аэропорты (мелкие гражданские) |                              |                         |                         |                                                       |                         |
| Касос                                        | Южные Эгейские острова       | LGKS                    | KSJ                     | Аэропорт Касос                                        |                         |
| Кастелоризон (Мейисти)                       | Южные Эгейские острова       | LGKJ                    | KZS                     | Аэропорт Кастелоризон                                 |                         |
| Лерос                                        | Южные Эгейские острова       | LGLE                    | LRS                     | Аэропорт Лерос                                        |                         |
| Мегара                                       | Аттика                       | LGMG                    | —                       | Аэропорт Мегара                                       |                         |
| Сития                                        | Крит                         | LGST                    | JSH                     | Аэропорт Сития                                        |                         |
| Военные аэропорты                            |                              |                         |                         |                                                       |                         |
| Агринион                                     | Западная Греция              | LGAG                    | AGQ                     | Аэропорт Агринион                                     |                         |
| Александрия                                  | Центральная Македония        | LGAX                    | —                       | Аэропорт Александрия                                  |                         |
| Амигдалеон                                   | Центральная Македония        | LGKM                    | —                       | Аэропорт Амигдалеон                                   |                         |
| Андравида                                    | Западная Греция              | LGAD                    | PYR                     | Авиабаза Андравида                                    |                         |
| Лариса                                       | Фессалия                     | LGLR                    | LRA                     | Аэропорт Лариса (до 1997 гражданский, сейчас военный) |                         |
| Марафон                                      | Аттика                       | LGKN                    | —                       | Аэропорт Котрони                                      |                         |
| Марица                                       | Южные Эгейские острова       | LGRD                    | —                       | Аэропорт Марица (до 1977 гражданский, сейчас военный) |                         |
| Танагра                                      | Центральная Греция           | LGTG                    | —                       | Аэропорт Танагра                                      |                         |
| Татой                                        | Аттика                       | LGTT                    | —                       | Аэропорт Татой                                        |                         |
| Триполис                                     | Пелопоннес                   | LGTP                    | —                       | Аэропорт Триполис                                     |                         |
| Элефсис                                      | Аттика                       | LGEL                    | —                       | Аэропорт Элефсис                                      |                         |
| Закрытые аэропорты                           |                              |                         |                         |                                                       |                         |
| Элиникон                                     | Аттика                       | LGAT                    | ATH                     | Аэропорт Афины «Элиникон» (закрылся в 2001)           |                         |
| Каламата                                     | Пелопоннес                   | —                       | —                       | Аэропорт Триодос (закрылся в 1970)                    |                         |
| Кастелион                                    | Крит                         | LGTL                    | —                       | Кастелион                                             |                         |
| Порто-Хели                                   | Пелопоннес                   | LGHL                    | PKH                     | Аэропорт Порто-Хели (закрылся в 2008)                 |                         |
| Терми                                        | Центральная Македония        | LGSD                    | —                       | Аэропорт Седес                                        |                         |
| Спарта                                       | Пелопоннес                   | LGSP                    | SPJ                     | Аэропорт Спарта                                       |                         |
| Стефановикео                                 | Фессалия                     | LGSV                    | —                       | Аэропорт Стефановикео                                 |                         |
| Эпиталио                                     | Западная Греция              | LGEP                    | —                       | Аэропорт Эпиталио                                     |                         |